# Phorbia pilostyloides
Phorbia pilostyloides este o specie de muște din genul Phorbia, familia Anthomyiidae, descrisă de Masayoshi Suwa în anul 1994.
Este endemică în Nepal. Conform Catalogue of Life specia Phorbia pilostyloides nu are subspecii cunoscute.